# Флорек, Каролина
Кароли́на Фло́рек (пол. Karolina Florek; род. 6 марта 1980, Польша) — польская кёрлингистка и тренер по кёрлингу.
Играет на позиции четвёртого. Скип своей команды.

## Достижения
- Чемпионат Польши по кёрлингу среди женщин[2]: золото (2004, 2005), бронза (2006).
- Чемпионат Польши по кёрлингу среди смешанных пар[3]: золото (2015, 2017).

## Команды
| Сезон                                               | Четвёртый        | Третий          | Второй           | Первый            | Запасной                                               | Тренер             | Турниры                          |
| --------------------------------------------------- | ---------------- | --------------- | ---------------- | ----------------- | ------------------------------------------------------ | ------------------ | -------------------------------- |
| 2003—04                                             | Krystyna Beniger | Каролина Флорек | Anna Fijałkowska | Katarzyna Selwant |                                                        |                    | ЧПЖ 2004                         |
| 2004—05                                             | Krystyna Beniger | Каролина Флорек | Anna Fijałkowska | Katarzyna Selwant | Marta Szeliga-Frynia (ЧЕ), Magdalena Dobiszewska (ЧПЖ) | Pawel Kubik (ЧЕ)   | ЧЕ 2004 (17 место) · ЧПЖ 2005    |
| 2005—06                                             | Krystyna Beniger | Каролина Флорек | Anna Fijałkowska | Katarzyna Selwant | Magdalena Dobiszewska                                  |                    | ЧЕ 2005 (21 место) · ЧПЖ 2006    |
| Кёрлинг среди смешанных команд (mixed curling)      |                  |                 |                  |                   |                                                        |                    |                                  |
| 2013—14                                             | Michal Janowski  | Aneta Lipinska  | Szymon Molski    | Каролина Флорек   |                                                        |                    | ЧЕСК 2013 (24 место)             |
| Кёрлинг среди смешанных пар (mixed doubles curling) |                  |                 |                  |                   |                                                        |                    |                                  |
| 2014—15                                             | Szymon Molski    | Каролина Флорек |                  |                   |                                                        |                    | ЧПСП 2015 · ЧМСП 2015 (24 место) |
| 2016—17                                             | Дамиан Херман    | Каролина Флорек |                  |                   |                                                        | Dave Manser (ЧМСП) | ЧПСП 2017 · ЧМСП 2017 (33 место) |

(скипы выделены полужирным шрифтом)

## Результаты как тренера национальных сборных
| Год  | Турнир                                                 | Сборная                | Место |
| ---- | ------------------------------------------------------ | ---------------------- | ----- |
| 2006 | Первенство Европы по кёрлингу среди юниоров 2006       | Польша (юниоры жен.)   | 8     |
| 2018 | Чемпионат мира по кёрлингу среди смешанных команд 2018 | Польша (смеш. команда) | 30    |